# 오츠카 치히로
오오츠카 치히로(大塚ちひろ, 1986년 3월 12일 ~ )는 일본 도쿠시마현 도쿠시마시 출신의 일본의 배우이다. 본래 이름의 한자는 (千弘)이지만, 히라가나로 써서 활동한다.
2000년 호리프로 탤런트 스카우트 캐러밴 오디션에서 최종 심사까지 진출했지만, 포기를 하고 같은 해에 개최 된 제5회 도호 신데렐라 오디션에서 심사위원 특별상을 수상하며 연예계 데뷔하였다.
도호 예능 소속. 3녀의 장녀로, 막내 여동생은 배우의 야마시타 리오이다.

## 출연 작품

### 영화
- 검은 물 밑에서 (2002년)
- 시베리아 초특급 3 (2003년) - 올리비아 역
- 지금 만나러 갑니다 (2004년) - 미오 (고등학교 시절) 역
- 그녀의 은밀한 사랑 일기 (2005년)
- 레이싱 죄수복 (2005년) - 더빙
- female "태양이 보이는 곳까지" (2005년) - 히데미 역
- 초콜릿의 본 세계 (2007년) - 노리코 (텐코) 역
- 나는 바다가 보고 싶어졌습니다 (2009년) - 카도쿠라 아스미 역
- 파트너 (2010년) - 마코토 역

### 텔레비전 드라마
- 금요 시대극 "오미야" (2002년, NHK) - 치토세 역
- 토요 와이드 극장 "축제 변호사·사와다 고로 3" (2002년, TV 아사히) - 미야지마 미유키 역
- 토요 와이드 극장 "온천 젊은 여주인의 살인 추리 12" (2003년, TV 아사히) - 타카 레이 역
- 양키 모교로 돌아오다 (2003년, TBS) - 사쿠타 쿠미코 역
- 쇼콜라 (2003년, 마이니치 방송 제작·TBS) - 타츠미 치야코역
- 정말로 있었던 무서운 이야기 "한밤중의 기적" (2004년, 후지 TV)
- 아사미 미츠히코 시리즈 18 "시마나미 환상 - 에히메·이마바리 살인 사건" (2004년, 후지 TV) - 무라카미 코우 역
- 천국으로의 응원가 치어즈~치어리딩에 바친 청춘 (2004년, 니혼 TV) - 이이지마 마키 역
- 백야행 (2006년, TBS) - 카와시마 에리코 역
- 어텐션 플리즈 (2006년, 후지 TV) - 세키야마 유키 역
  - 어텐션 플리즈 스페셜 하와이 호놀룰루 편 (2007년, 후지 TV) - 세키야마 유키 역
  - 어텐션 플리즈 스페셜 호주 시드니 편 (2008년 4월 3일, 후지 TV) - 세키야마 유키 역
- 아사쿠사 후쿠마루 여관 1 시리즈 (2007년, TBS) - 후쿠마루 미호 역
- 사랑의 유형지 (2007년, 니혼 TV) - 미와 역
- 금요 프리 스테이지 "사모님은 경시청 총감 2" (2007년, 후지 TV) - 오토 히비키 역
- 야마다 타로 이야기 (2007년, TBS) - 나카이 마사미 역
- 월요일 골든 사냥 화살 경부 시리즈 제5탄 "교토 마이코 살인 사건" (2009년, TBS)
- 월요일 골든 사냥 화살 경부 시리즈 제6탄" 불탄 신부" (2009년, TBS)
- 연속 드라마 W "하늘을 나는 타이어" (2009년, WOWOW)
- 츄신 구라~ 그 남자, 오오이시 쿠라노스케 (2010년, TV 아사히)
- 교토 지검의 여자 7 시리즈 (2011년, TV 아사히) - 쿠리하라 미나미 역
- 토요 와이드 극장 검사·아사히나 요우코 11 "의사 & 검사~ 2개의 얼굴을 가진 여자!" (2011년, TV 아사히) - 엔도 미유키 역
- HUNTER~ 그 여자들, 현상금 사냥꾼~ 제6화 (2011년, 간사이 테레비/후지 TV) - 노자와 사유리 역
- NHK 오이타 방송국 개국 70주년 기념 드라마 "무구의 섬" (2011년, NHK 오이타 테레비) - 후지이 메구미 역
- 수요일 미스터리 9 "도시 점쟁이~ 키타시라카와 아키코 사건 운세~ 2" (2012년, TV 도쿄) - 키시모토 마유미 역
- 사랑이란 사치가 내게 남는 것일까? (2012년, 후지 TV) - 마츠이 카나 역
- BS 시대극 "양지의 나무" (2012년, NHK BS 프리미엄) - 아야 역
- 토요 와이드 극장 "철도 수사관 13" (2012년, TV 아사히)
- 히가시노 게이고 미스테리즈 제9화 "결혼보고" (2012년, 후지 TV) - 호리우치 아키요 역

### 무대·뮤지컬
- 신데렐라 스토리 (2003년) - 신데렐라 역
- SHIROH~ 신의 목소리를 가진 소년~ (2004년 - 2005년) - 리오 역
- 신데렐라 스토리 (2005년) - 신데렐라 역
- 날개옷 전설 (2005년) - 선녀 (소데기누) 역
- 모차르트! (2005년) - 콘스탄체 역
- 댄스 오브 뱀파이어 (2006년) - 사라 역
- 하우 투 사쿠시드~ 노력하며 출세하는 방법~ (2007년) - 로즈마리 필킹톤 역
- 날개옷 전설 (2008년) - 선녀 (소데기누) 역
- 레베카 (2008년) - 나 역
- 이 숲에서, 천사는 버스를 내렸다 (2009년) - 퍼시 역
- 댄스 오브 뱀파이어 (2009년) - 사라 역
- 레베카 (2010년) - 나 역
- ZORRO THE MUSICAL (2011년) - 루이사 역
- LOVE LETTERS (2012년)

## 싱글
1. 사랑 불꽃 (恋花火) (2007년 7월 18일 , VICL-36308)
2. 축하합니다. (オメデトウ。) (2009년 1월 21일 , VICL-36485)

## 사진집
- 주간 영 점프 제복 콜렉션 2002 (2002년, 슈에이샤)
- 스다치 (2003년, 학습 연구사) ISBN 978-4-05-402127-3
- SECRET MIND (2004년, 후타바) ISBN 978-4-575-29721-8

## DVD
- 스다치 (2003년, 소니 뮤직 디스트리뷰션)